# Liselotte Neumann
Liselotte Neumann , Liselotte "Lotta" Neumann, née le 20 mai 1966 à Finspång, est une golfeuse suédoise.

## Biographie
Après une bonne carrière en amateure, dont le titre de championne de Suède amateur 1982-83 et le titre de championne de Suède de match-play en 1983, elle passe professionnelle en 1985.
Dès sa première année, elle remporte ses premiers titres avec deux victoires sur le circuit européen. Les trois années suivantes, elle remporte une victoire sur le circuit européen. En 1988, elle obtient le droit de rejoindre le LPGA Tour et pour sa première saison sur ce circuit, elle remporte l'un des titres majeurs, l'US Open. Durant sa carrière, elle remporte 13 tournois sur le circuit américain: en 1988, sa victoire lors de l'US Open contribue à une troisième place au classement des gains, ce qui assure le titre de rookie of the year du PGA Tour. Elle termine à trois autres reprises dans le Top 10 du classement des gains.
Parmi ces 13 victoires en PGA Tour figure l'Open britannique. Cependant, à l'époque, ce tournoi n'est considéré comme Majeur que sur le circuit européen. Sur ce dernier, elle termine première à l'ordre du Mérite en 1994.
Elle participe également à de nombreuses reprises à la Solheim Cup, compétition par équipe opposant une sélection américaine à une sélection européenne. Elle remporte les deux éditions de 1992 et 2000 et présente un bilan de six victoires, cinq nuls et dix défaites. Elle est désignée capitaine pour l'édition 2013. Lors de celle-ci, l'équipe européenne remporte pour la première fois la victoire sur le sol américain.